# Елізабет Гарднер

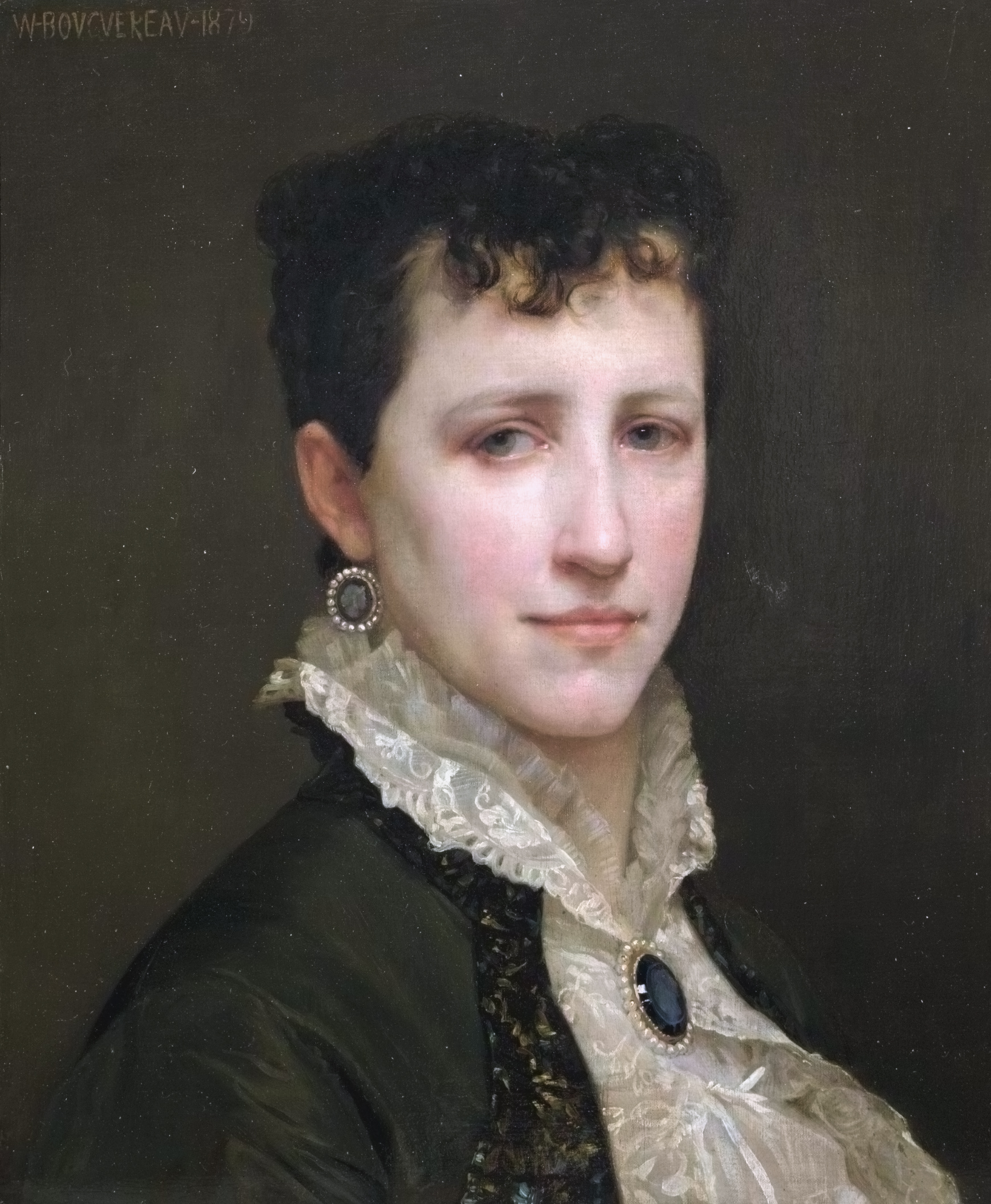
Портрет роботи Вільяма-Адольфа Бугро, 1879.

Елізабет Джейн Гарднер (англ. Elizabeth Jane Gardner; 4 жовтня 1837, Ексетер, штат Нью-Гемпшир, США — 28 січня 1922, Сент-Клауд, штат Міннесота, США) — американська художниця, друга та остання дружина французького живописця Вільяма-Адольфа Бугро.

## Життєпис
Елізабет Джейн Гарднер народилася 4 жовтня 1837 року в місті Ексетер штату Нью-Гемпшир США. У 1856 році закінчила навчання в жіночому пансіоні Lasell, де здобула мінімально необхідну освіту для вихованої дівчини. Тут же навчалася композиції та малюнку, а також техніки роботи в акварелі. У пансіоні Елізабет потоваришувала зі своєю вчителькою Імогеною Робінсон, яка має художню освіту, здобуту в Дюссельдорфі. У 1864 році Елізабет Гарднер разом з Робінсоном поїхала до Парижа, будучи серед першої хвилі американців, які після Громадянської війни в США поїхали до Європи для навчання.
Елізабет Гарднер стала однією з перших американських художниць, які вступили до мистецьких закладів, де навчалися суто чоловіки. Не маючи з цієї причини можливості навчатися в академії Жуліана, вона вступила у приватні художні класи. Навчалася в Парижі у художників — Гуго Мерле (фр. Hugues Merle, 1823—1881), Жюля Лефевра та Вільяма-Адольфа Бугро. У 1866 році вона мала свій перший успіх у Паризькому салоні, де журі відзначило дві її картини. Гарднер стала першою американкою, яка виставлялася в Паризькому салоні та першою, удостоєною в Салоні золотою медаллю у 1872 році. Елізабет стала відомою художницею, її роботи принесли їй стабільне фінансове становище та незалежність. Її студія Rue Notre Dame des Champs стала місцем зустрічей для багатьох американців, які приїжджають за кордон.
Померла Елізабет Гарднер-Бугро 28 січня 1922 року в місті Сент-Клауд, штат Міннесота на 85-му році життя.

### Особисте життя
1877 року Елізабет Гарднер познайомилася в Парижі з художником Вільямом-Адольфом Бугро і почала навчатися у нього. 1879 року стала зустрічатися з ним. Люблячи один одного і живучи разом, Гарднер та Бугро не могли одружитися аж до 1896 року: спочатку проти цього шлюбу виступила його донька Генрієтта, а потім ще й мати Бугро. Тільки після її смерті (у 91-річному віці), в 1896 — Вільям і Елізабет змогли одружитися. Після смерті чоловіка 1905 року Елізабет ще кілька років писала, поки їй дозволяло здоров'я. Останні роки життя вона хворіла ревматизм, тому художниця не працювала.

## Праці

Деякі праці
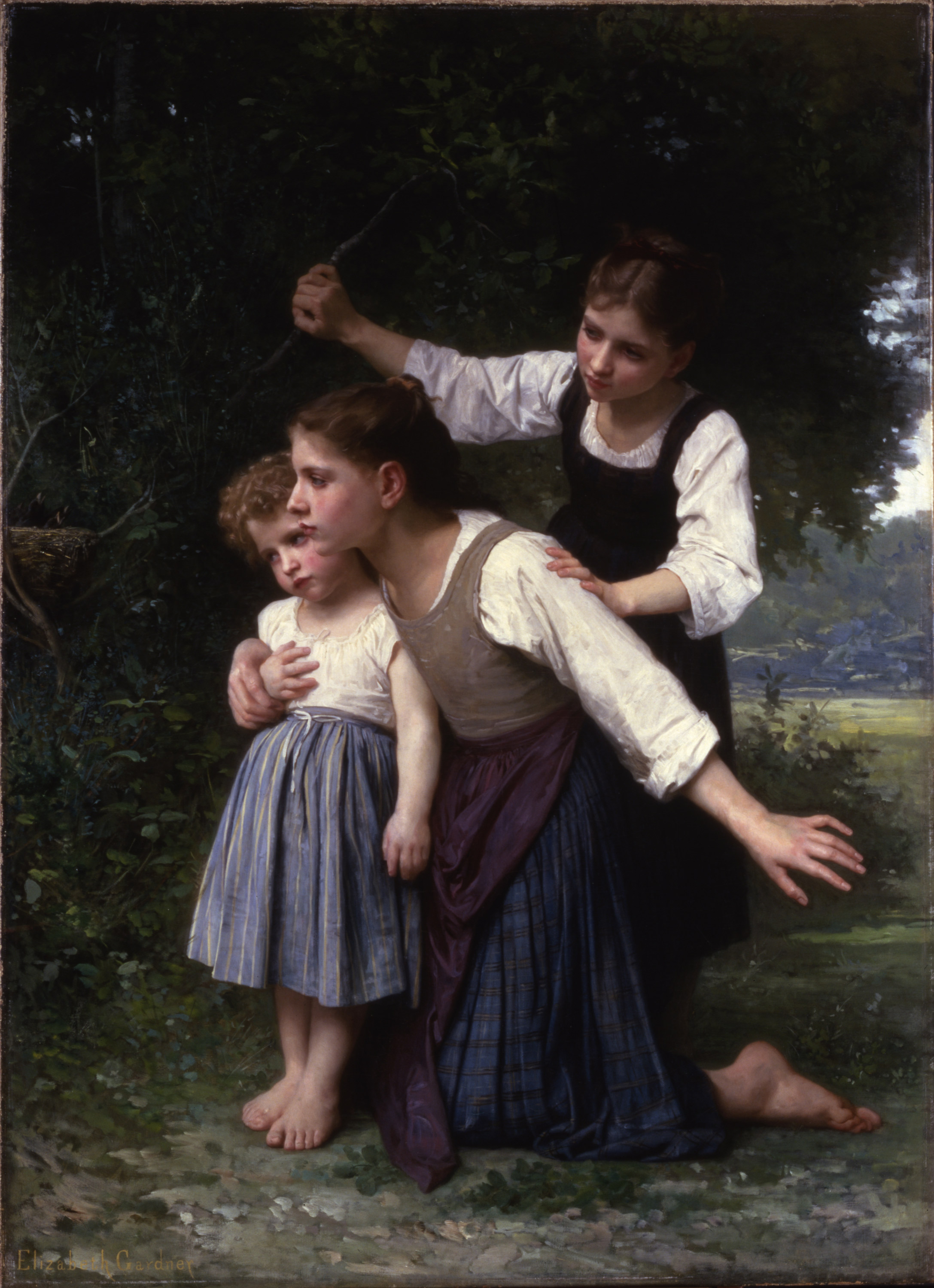
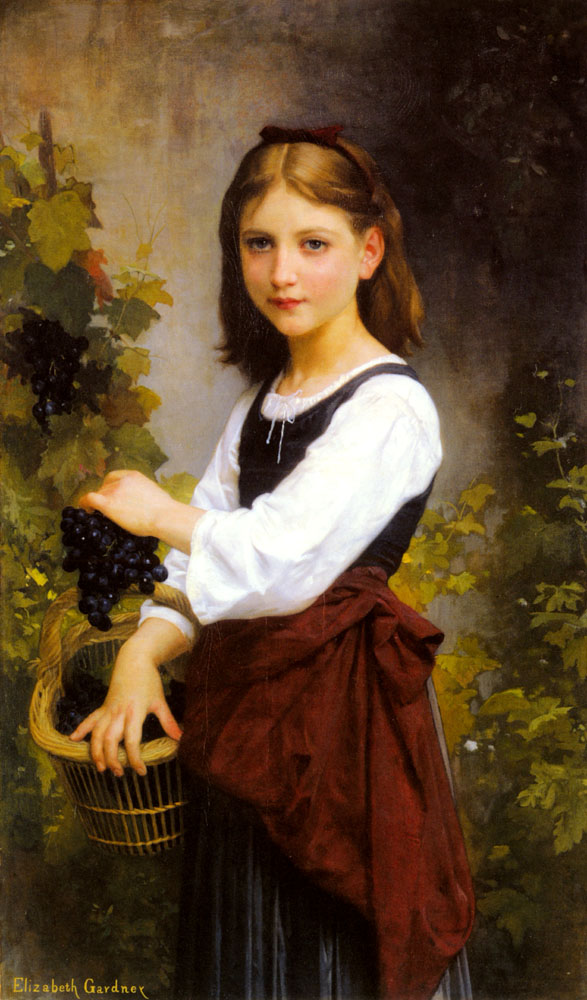
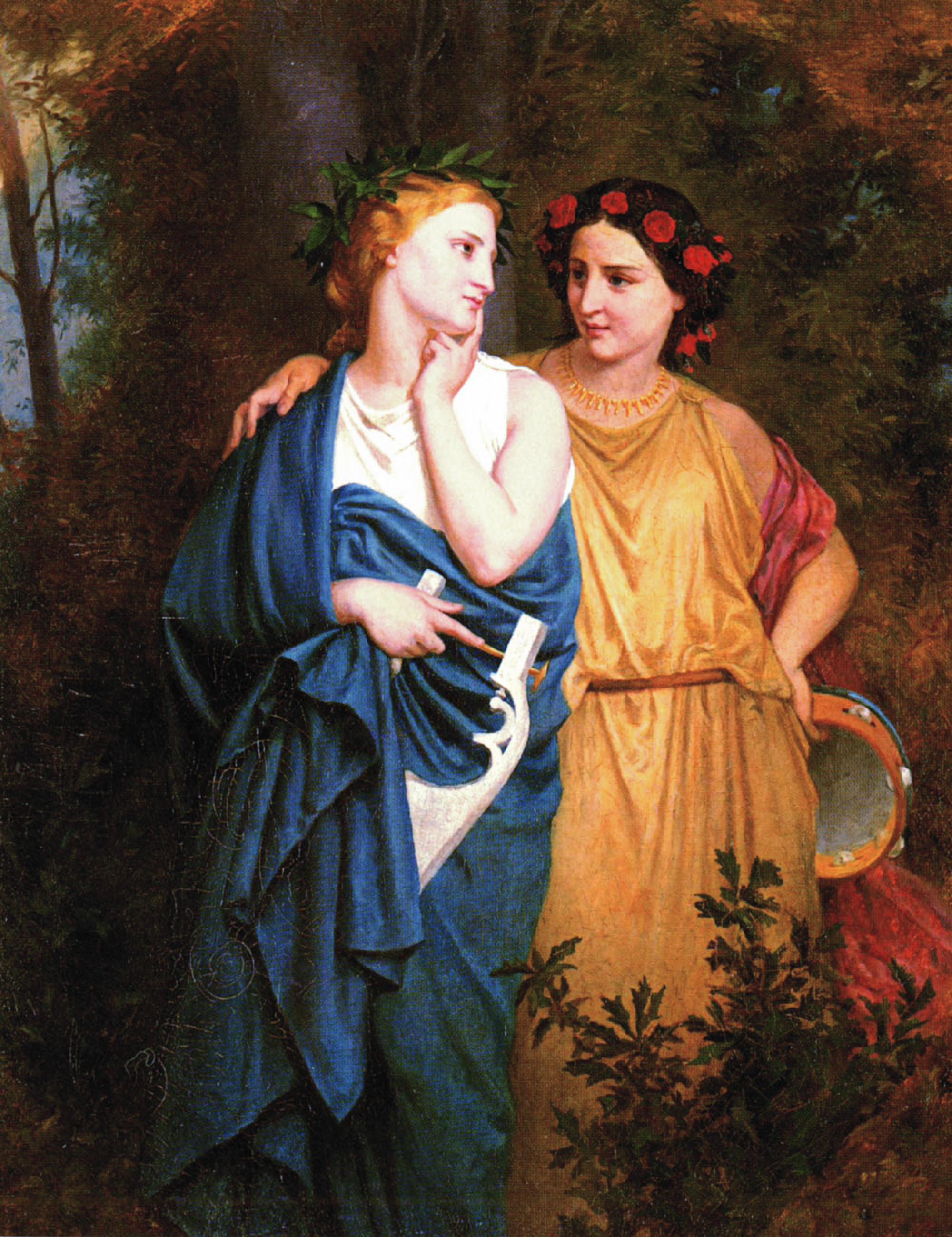
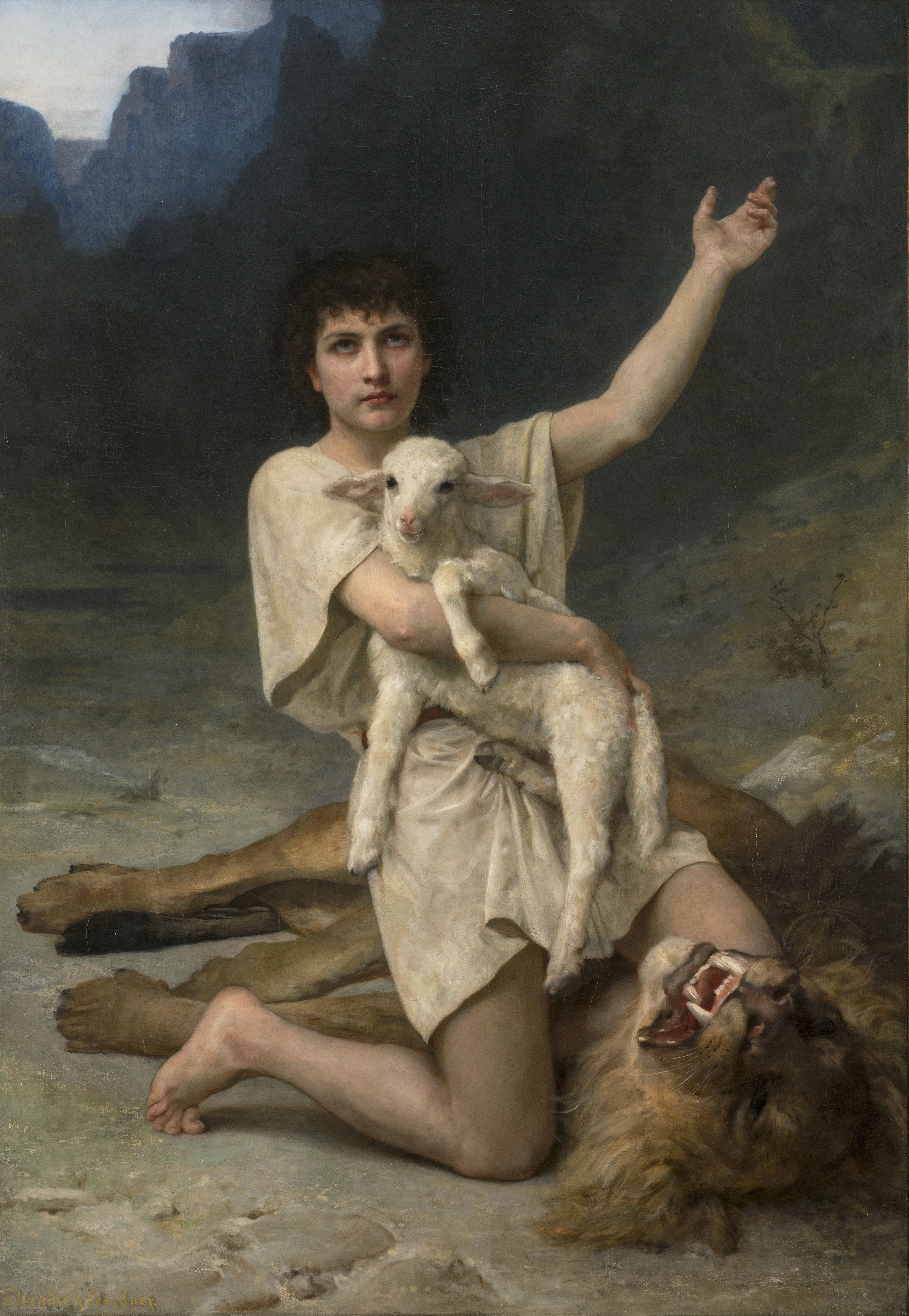